# Académie française

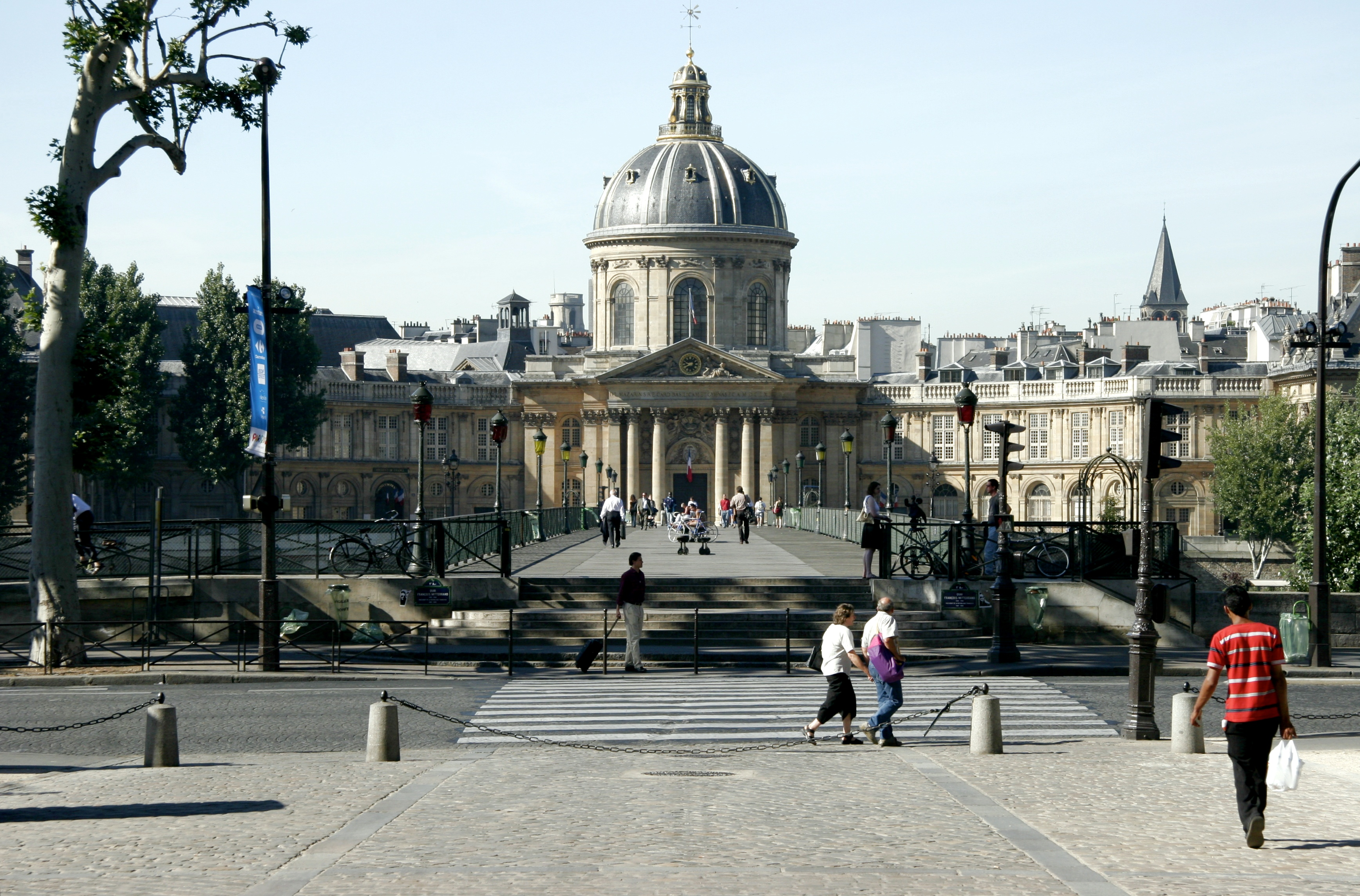
Der Sitz der Académie française in Paris

Die Académie française (deutsch „Französische Akademie“) ist eine französische Gelehrtengesellschaft mit Sitz in Paris. Sie zählt zu den ältesten und prestigereichsten Institutionen im geistigen Leben Frankreichs.
Das Ziel der Akademie ist die „Vereinheitlichung und Pflege der französischen Sprache“. Sie wurde 1635 unter Ludwig XIII. auf Betreiben des französischen Ministers und Kardinals Richelieu begründet. Ihre 40 Mitglieder sind auf Lebenszeit berufen und nennen sich die „Unsterblichen“. Seit 1801 (oder 1805) tagt sie im Collège des Quatre-Nations („Kolleg der vier Nationen“), das dem jenseits der Seine befindlichen Louvre gegenüberliegt (6. Arrondissement). Dieses beherbergt ferner den Sitz des Institut de France, der Dachorganisation der staatlichen französischen Akademien und die Amtswohnung des auf Lebenszeit gewählten Secrétaire perpétuel.

## Aufgaben
Die Aufgabe der Académie war und ist die „Vereinheitlichung und Pflege der französischen Sprache“, insbesondere durch die Erarbeitung eines normativen Wörterbuchs sowie anderer Referenzwerke (Grammatik, Rhetorik, Poetik). Außerdem soll sie „das Mäzenatentum pflegen“. Entgegen weit verbreiteter Auffassung ist sie nicht direkt mit dem Bildungsministerium verbunden, sie nimmt in keinem Staat der Frankophonie an der Erstellung von Unterrichtsprogrammen teil, sie hat keine Befugnis, Gesetzesentwürfe vorzulegen, und sie besitzt gegen einen von ihren Empfehlungen abweichenden Sprachgebrauch keine Sanktionsgewalt. Ihre einzige offizielle Aufgabe ist Autorisierung des Journal officiel de la République française, dem Amtsblatt der Französischen Republik.
Die erste Auflage des 1637 begonnenen Dictionnaire de l’Académie erschien ab 1694; weitere folgten 1718, 1740, 1762, 1798, 1835, 1878, 1932–1935 und 1992. Die neunte Ausgabe ist in Vorbereitung. Da das Projekt Umgangssprache und Fachsprachen weitgehend ignorierte, den französischen Sprachgebrauch mithin nur unvollkommen abbildete, kündigte bereits 1684 Antoine Furetière, seit 1662 am Projekt beteiligt, ein alternatives Werk an, dessen Erscheinen in Frankreich – trotz bereits erteilten Privilegs – jedoch verhindert wurde. Furetières dreibändiges Werk erschien posthum, 1690, in Holland.
Die Académie verwaltet ein Vermögen aus privaten Stiftungen. Aus den Erträgen finanziert sie insbesondere diverse Preise, die sie jedes Jahr verleiht. Hierzu gehören rund 60 Literaturpreise, aber seit 1986 auch der Grand Prix de la Francophonie de l’Académie Française, der das Interesse der Académie an der Verbreitung der französischen Sprache in der Welt bezeugt.
Die Académie unterstützt zudem Literaturkreise, wohltätige Zwecke, kinderreiche Familien, Witwen, Arme sowie ehrenamtliche Arbeit und vergibt darüber hinaus eine gewisse Zahl von Stipendien (das Zellidja-, das Neveux-, das Corblin- und das Damade-Stipendium).

### Kritik
Die seit dem 19. Jahrhundert erschienenen Neubearbeitungen des Dictionnaire de l’Académie, zumal die Auflage von 1932, wurden zusehends konservativer. Die geplanten Werke zu Poetik und Rhetorik wurden nie veröffentlicht, und auch die bisher einzige Grammatik erschien erst 1932, da die Académie die Remarques ihres Sekretärs Claude Favre de Vaugelas bis dahin als ihre eigene Grammatik ansah, also keine weitere verfassen wollte.
Auch die hin und wieder zu grammatischen Problemen und zur Rolle des Französischen als Weltsprache von der Académie oder einzelnen ihrer Mitglieder veröffentlichten Meinungsäußerungen zeugen nach Ansicht mancher Kritiker von beschränkter Einsicht in das Funktionieren und die Entwicklung von Sprache.

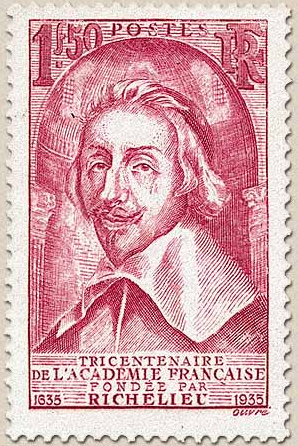
300 Jahre Académie française und Richelieu (Französische Briefmarke 1935)

## Mitgliedschaft
Die Zahl der Mitglieder war 1634 von Richelieu auf 34 festgelegt, 1639 etwas aufgestockt worden und beträgt heute 40 ständige, auf Lebenszeit berufene Mitglieder. Seit dem Bestehen der Académie haben über 700 Personen auf den begehrten Fauteuils („Sesseln“) Platz genommen. Ihren Beinamen les immortels („die Unsterblichen“) erhielten die Académiciens (ein Wort, das sich nur auf sie bezieht und nicht, wie in Deutschland, auf Studierte allgemein) in Anspielung auf die Inschrift À l’immortalité! („Zur Unsterblichkeit!“) in dem von Richelieu verliehenen Siegel. Nicht selten wird hierbei die Bezeichnung (bei allem Respekt) ironisch verwendet, im Hinblick auf die hohe Sterblichkeitsrate der oftmals betagten Herren und Damen.
Die Mitgliedschaft in der Académie gilt in Frankreich seit nunmehr dreieinhalb Jahrhunderten als die ehrenhafteste Krönung einer Intellektuellenkarriere; im Ancien Régime (also vor der Revolution von 1789) gab sie nichtadeligen Mitgliedern einen quasi-adeligen Status. Entsprechend war und ist die Neubesetzung eines vakant gewordenen Sitzes ein gesellschaftliches Ereignis von größtem Interesse, das von Spekulationen, Intrigen und Pressionen begleitet wird.
Zur Aufnahme vorgeschlagen werden im Allgemeinen Personen, die sich einen Namen vor allem oder auch als Dichter, Schriftsteller oder Philosophen gemacht haben, doch finden sich unter den Mitgliedern auch Angehörige gänzlich anderer Berufe, wie z. B. Schauspieler, Wissenschaftler, Publizisten, ranghohe Militärs, Politiker oder Geistliche. Die Mitgliedschaft wird auf Lebenszeit vergeben und kann nicht abgelegt werden (in jedem Fall wird der Sitz der Académiciens, die ihren Rücktritt erklärten, bis zu ihrem Tod nicht neu besetzt, so zum Beispiel geschehen bei Pierre Emmanuel und Julien Green). Ein Mitglied kann in Fällen schwerwiegender Verletzungen der Ehre ausgeschlossen werden. Solche Ausschlüsse waren sehr selten, wurden aber beispielsweise nach dem Zweiten Weltkrieg für die Kollaboration (Zusammenarbeit mit dem Feind) ausgesprochen. Sie straften Charles Maurras, Abel Bonnard, Abel Hermant sowie den Marschall Pétain.
Nach dem Tod eines Mitglieds wird in einer Versammlung durch Wahl ein Nachfolger hinzugewählt (der früher vom König bestätigt werden musste). Hierfür ist die absolute Mehrheit der Stimmen bei einem Quorum von 20 Mitgliedern notwendig. Der gewählte Nachfolger hat die Pflicht, eine Lobrede auf das verstorbene Mitglied zu halten, dessen Sitz er einnimmt. Als erste Frau wurde 1980 die Schriftstellerin Marguerite Yourcenar in die Akademie aufgenommen, nachdem sie 1977 den Literaturpreis der Akademie erhalten hatte. Ihr folgten Jacqueline de Romilly (1988), Hélène Carrère d’Encausse (1990), Florence Delay (2000), Assia Djebar (2005), Simone Veil (2010), Danièle Sallenave (2011), Dominique Bona (2013) sowie Barbara Cassin im Jahr 2018.
Spätestens seit der Querelle des Anciens et des Modernes in den 1680er-Jahren gibt es immer wieder Machtkämpfe zwischen Traditionalisten und Erneuerern, die oft zugunsten der Ersteren ausgehen. Deshalb werfen französische Intellektuelle regelmäßig der Akademie Erstarrung und eitle Selbstbeschau vor und weisen darauf hin, dass viele bahnbrechende Autoren (z. B. Denis Diderot, Jean-Jacques Rousseau, Choderlos de Laclos, Honoré de Balzac, Gustave Flaubert, Charles Baudelaire, Émile Zola, Jean-Paul Sartre oder Albert Camus) nicht aufgenommen oder gar nicht erst in Betracht gezogen wurden.

## Geschichte
Die Académie française ging aus einem Pariser Literatenzirkel hervor, der sich ab 1629 bei dem heute kaum bekannten Autor Valentin Conrart versammelte – und dem unter anderem Godeau, Chapelain, de Gombauld, de Malleville und Giry angehörten –, 1634 durch den regierenden Minister Kardinal de Richelieu auf 34 Mitglieder aufgestockt und am 29. Januar 1635 durch Ludwig XIII. zu einer staatlichen Institution erhoben wurde. Die von Richelieu vorgesehenen Statuten und Regelungen wurden 1637 vom Obersten Pariser Gerichtshof, dem Parlement de Paris, registriert und damit rechtskräftig. Nach dem Tod des Kardinals de Richelieu († 1642) wurde die Schirmherrschaft von dem Kanzler und „Siegelbewahrer“ Pierre Séguier übernommen, dann von Ludwig XIV. und seitdem von allen Königen, Kaisern und Staatschefs Frankreichs.
Der Literatenzirkel hielt seine Sitzungen zunächst geheim bei einem seiner Mitglieder ab, und die Mitglieder tauschten ihre Gedanken zur Kunst, Literatur und Wissenschaft aus. Durch eine Indiskretion des Geistlichen de Boisrobert, der dem Kardinal Richelieu nahestand, wurde dieser Geheimzirkel dem Kardinal bekannt. 1634 fragte Richelieu bei den Mitgliedern an, ob diese nicht ihre Zusammenkünfte unter dem Schutz und mit der Unterstützung der Regierung fortzusetzen wünschten. Nach bejahender Antwort erhielten sie am 29. Januar 1635 ein königliches Edikt, das die Gesellschaft als Akademie einsetzte, die sich Académie française nannte. Der ursprünglich aus 10 Personen bestehende Kreis wuchs bis 1637 durch mannigfache Aufnahmen, darunter die von Jean-Louis Guez de Balzac, Vaugelas und Voiture, auf 40 an. Von 1639 an traf man sich in dem Stadtpalast des Kanzlers Séguier in der rue de Grenelle Saint-Honoré (seit 1791 rue Jean-Jacques Rousseau), ab 1672 im Louvre, und von 1805 bis heute im Collège des Quatre-Nations („Kolleg der vier Nationen“).
Während ihres dreihundertfünfzigjährigen Bestehens gelang es der Académie, ihren Charakter weitgehend zu bewahren, bis auf eine Unterbrechung während der Revolutionszeit, in der sie am 8. August 1793 wie alle Akademien vom Nationalkonvent zunächst verboten und im Oktober 1795 zu einer einfachen Unterabteilung („Klasse“) des neu gegründeten Institut national des sciences et des arts herabgestuft wurde, einer Vorläuferorganisation des 1796 geschaffenen heutigen Institut de France. Erst 1816 wurde sie in ungefähr der alten Form und unter dem alten Namen wieder selbständig. Bereits 1901 widersetzte sie sich einer Rechtschreibreform. 2019 gab die Académie française zu, dass das Interesse des Dictionnaire im „bon usage“, also in der von ihr definierten etablierten Verwendung des Französischen liege, und ihrerseits keineswegs ein Interesse an einer Bestandesaufnahme der heutigen Ausdrucksformen der französischen Sprache bestehe.

## Der Ständige Sekretär
Der „Ständige Sekretär“ (secrétaire perpétuel, Geschäftsführender Direktor) ist „die Seele der Akademie“. Er wird in Anwesenheit von mindestens 20 Mitgliedern aus dem Kreis der Akademie gewählt und amtiert auf Lebenszeit (sofern er nicht zurücktritt). Bislang hatte die Akademie 32 Sekretäre:
1. 1634–1675: Valentin Conrart
2. 1675–1683: François Eudes de Mézeray
3. 1683–1713: François-Séraphin Regnier-Desmarais
4. 1713–1722: André Dacier
5. 1722–1742: Jean-Baptiste Dubos
6. 1742–1742: Claude-François-Alexandre Houtteville
7. 1742–1755: Jean-Baptiste de Mirabaud
8. 1755–1772: Charles Pinot Duclos
9. 1772–1783: Jean-Baptiste le Rond d’Alembert
10. 1783–1793: Jean-François Marmontel
11. 1803–1817: Jean Baptiste Antoine Suard
12. 1817–1826: François-Juste-Marie Raynouard
13. 1826–1829: Louis-Simon Auger
14. 1829–1833: François Andrieux
15. 1833–1834: Antoine-Vincent Arnault
16. 1835–1870: Abel-François Villemain
17. 1871–1871: Henri Patin
18. 1876–1895: Camille Doucet
19. 1895–1908: Gaston Boissier
20. 1908–1913: Paul Thureau-Dangin
21. 1913–1919: Étienne Lamy
22. 1919–1923: Frédéric Masson
23. 1923–1937: René Doumic
24. 1938–1939: Georges Goyau
25. 1940–1942: André Bellessort
26. 1942–1946: Georges Duhamel
27. 1946–1958: Georges Lecomte
28. 1958–1974: Maurice Genevoix
29. 1974–1985: Jean Mistler
30. 1986–1999: Maurice Druon
31. 1999–2023: Hélène Carrère d’Encausse
32. seit 2023: Amin Maalouf